# Fröken Smillas känsla för snö
Fröken Smillas känsla för snö (originaltitel: Frøken Smillas fornemmelse for sne) är en kriminalroman från 1992 av Peter Høeg. Den tilldelades det nordiska deckarpriset Glasnyckeln 1993 och har översatts till fler än 20 språk. Romanen filmatiserades 1997, i regi av Bille August.
Romanen berättas ur huvudpersonen Smilla Qaavigaaq Jaspersens perspektiv i jag-form. När grannpojken Esajas dör börjar hon undersöka vad som egentligen hände eftersom hon misstänker att någonting inte är som det verkar vara. Pojken har fallit från ett snötäckt tak och Smilla, vars mamma var grönlänning, kan se på spåren i snön att någonting är fel. Spåren leder henne till en sammansvärjning i Köpenhamn och sedan vidare till Grönland. 
Boken är en postkolonial kriminalroman och författaren har förklarat att han ville skildra mellanförskapet hos en kvinna mellan den danska och grönländska kulturen. Kombinationen av det höglitterära och deckarformen skapade viss diskussion när boken kom och recensenterna tyckte att den var allt från genialisk till en förvirrad röra. Den tolkades till och med av Svenska Dagbladets recensent Tommy Olofsson som en parodi på kriminalromanen.